# Karl von Auersperg
Karl Wilhelm Philipp von Auersperg (tschechisch Karel Vilém Auersperg), genannt Carlos von Auersperg  (* 1. Mai 1814 in Prag; † 4. Jänner 1890 ebenda) war ein böhmisch-österreichischer Grundbesitzer und Politiker. Seit 1827 war er der 8. Fürst von Auersperg, 1867/1868 bekleidete er das Amt des Ministerpräsidenten der österreichischen Reichshälfte von Österreich-Ungarn.

Carlos, 8. Fürst von Auersperg

## Leben
Carlos stammte aus dem alten österreichischen Adelsgeschlecht Auersperg, das von der Krain im 18. und 19. Jahrhundert teilweise nach Böhmen gezogen war. Seine Eltern waren Karl Wilhelm II., 7. Fürst von Auersperg (1782–1827) und Friederike von Lenthe (1791–1860).
Carlos studierte Rechtswissenschaften, blieb aber zumeist auf seinen böhmischen Gütern. Politisch in Erscheinung trat er das erste Mal in den 1840er Jahren, als er in der Ständeversammlung des Böhmischen Landtags die alten Rechte des böhmischen Adels vertrat und damit in Opposition zu Kanzler Metternich geriet. Nach 1848 änderte er seine Meinung und trat für die deutschen Liberalen ein und bekämpfte alle Bemühungen der Alttschechen und Jungtschechen. Wie sein Bruder Adolf von Auersperg war er eine führende Persönlichkeit des böhmischen Adelsstandes und Gegenspieler von Jindřich Jaroslav Clam-Martinic.
Von 1861 bis 1883 war er – mit Unterbrechungen – wieder im Landtag vertreten. Am 23. April 1872 ernannte der Kaiser ihn zum Oberstlandmarschall von Böhmen, ein Amt, das er bis zum 31. Mai 1883 bekleidete. Er war von 1861 bis 1890 Mitglied des Herrenhauses des österreichischen Reichsrats, davon bis 1867 Präsident des Hauses.
Kurz nach der Annahme der Dezemberverfassung am 21. Dezember wurde er am 30. Dezember 1867 Ministerpräsident der österreichischen Reichshälfte von Österreich-Ungarn. Seine Regierung wurde wegen der Mehrheit seiner Mitglieder „Bürgerministerium“ genannt. In seine Amtszeit fiel die Lockerung des Konkordats durch die Maigesetze. Obwohl ein Verfechter des Zentralismus, stimmte er Verhandlungen mit den Tschechen zu, um diese zur Mitarbeit im Reichsrat zu gewinnen. Da Innenminister Eduard Taaffe und Außenminister Friedrich Ferdinand von Beust in den Verhandlungen mit den tschechischen Nationalpartei seiner Ansicht nach zu weitgehende föderalistische Zugeständnisse machten, trat er am 24. September 1868 unter Protest zurück.
1868 bis 1883 war er wieder Oberstlandmarschall von Böhmen, bekämpfte hier und im Herrenhaus die Föderalismusbestrebungen von Ministerpräsident Taaffe und zog sich anschließend aus dem öffentlichen Leben zurück.
Wegen eines seit 15 Jahren bestandenen Leidens musste sich Auersperg zu den Weihnachtstagen 1889 einer Blasenstein-Operation unterziehen, in deren späteren Folge eine Lungenentzündung sein Leben beendete.
Um das Jahr 1880 ließ Auersperg beim Schloss Losensteinleithen ein Mausoleum für sich und seine Familie errichten, wo er nach seinem Tod auch beigesetzt wurde. 1911 erhielt es unter Karl Maria, 9. Fürsten von Auersperg, seine heutige Form. Obwohl das Schloss Losensteinleithen 1953 verkauft wurde, befindet sich die Grabstätte noch immer im Auersperg’schen Familienbesitz. Der letzte Nachkomme der österreichischen Linie starb im November 1998 und wurde im Mausoleum beigesetzt. Für die böhmische Linie befindet sich die Familiengruft der Auersperg in Vlašim in Böhmen.

### Ehe und Nachfolge als Majoratsherr
Carlos von Auersperg, der nach dem frühen Tod seines Vaters Karl Wilhelm II. von Auersperg (1782–1827) bereits mit dreizehn Jahren Chef des fürstlichen Hauses Auersperg geworden war, heiratete 1851 Ernestine Festetics von Tolna (1831–1901), blieb aber ohne leibliche Nachkommen. Das Auersperg’sche Majorat fiel nach seinem Tod 1890 daher an seinen Neffen, Karl Maria Alexander von Auersperg, den Sohn seines Bruders Adolf von Auersperg.